# أرض صلبة
أرض الصلب هو السطح الصلب للكرة الأرضية وداخلها. يتناقض مع اغلفة باطن الارض السائله والغلاف الجوي والغلاف المائي (ولكنه يشمل المحيط حوض)، وكذلك المحيط الحيوي والتفاعلات مع الشمس. يشمل النواة السائلة.
يشير علم الأرض الصلبة إلى أساليب الدراسة المشابهة، وهي مجموعة فرعية من علوم الأرض، وفي الغالب الجيوفيزياء والجيولوجيا ، باستثناء الهندسة الأرضية، والعلوم الجوية، وعلوم المحيطات، والهيدرولوجيا، والإيكولوجيا.

## وصلات خارجية
- تقرير الوكالة الأمريكية للمسح الجيولوجي عن المغناطيسية الأرضية.
- مرصد ناسا الأرضي.
- ملف الأرض من موقع استكشاف المجموعة الشمسية التابع للناسا.
- حجم الأرض بالمقارنة مع كواكب ونجوم أخرى.
- تقرير للناسا حول كيفية تأثير تأثير التغير المناخي على شكل الأرض.